# احسان طبری
احسان طبری (۱۹ بهمن ۱۲۹۵ در ساری – ۹ اردیبهشت ۱۳۶۸ در تهران) فیلسوف، نویسنده، شاعر، نظریه‌پرداز برجستهٔ مارکسیسم-لنینیسم، ایدئولوگ و عضو کمیتهٔ مرکزی و هیئت سیاسی حزب توده ایران در سال‌های انقلاب ایران بود. وی از نخستین سال‌های دهه سی خورشیدی تا سال ۱۳۶۲ که به زندان‌های جمهوری اسلامی ایران افتاد، «معروف‌ترین و برجسته‌ترین چهرهٔ نظری حزب توده ایران» شناخته می‌شد. وی در دوران سلطنت محمدرضا پهلوی در دادگاهی نظامی به صورت غیابی محکوم به دو بار اعدام شده بود. پس از انقلاب سال ۱۳۵۷ همراه با دیگر رهبران حزب توده به ایران بازگشت و به ادامهٔ فعالیت‌های سیاسی در رهبری حزب توده ایران پرداخت. با شروع سرکوب حزب توده ایران در بهار ۱۳۶۲ و در یورش دوم، او نیز دستگیر و زندانی شد. پس از مدتی مانند بسیاری از دیگر رهبران حزب توده ایران در مصاحبه‌های تلویزیونی شرکت کرد و با فشار شکنجه‌هایی که در زندان دیده بود از کارها و عقاید گذشته خود ابراز ندامت و خود و تمام باورهای زندگی‌اش را نفی کرد.

## کودکی و خانواده
احسان طبری، در شش سالگی به مکتب سید عبدالمجید رفت و قرآن و خواندن و نوشتن آموخت. در هفت سالگی به مدرسه احمدیه رفت و پس از پایان دوره ابتدایی به علت تبعید پدرش به تهران به اتفاق مادرش به آن شهر عزیمت کرد و دوره دبیرستان را هم به انجام رسانید. آنگاه به دانشکده حقوق راه یافت و فارغ‌التحصیل شد. در خلال تحصیل در دانشکده حقوق به فراگرفتن علوم ادبی و عربی پرداخت و در مدرسه سپهسالار نزد استادان کسب دانش کرد و با فلسفه و علوم عقلی نیز آشنایی یافت.
او در تهران با یکی از طرفدارانش، بنام آذر بی‌نیاز، ازدواج می‌کند. آذر فرزند سلطان عبدالرزاق بی‌نیاز است. عبدالرزاق به علت ابتلا به سل در سن چهل سالگی می‌میرد و فرزندانش تحت سرپرستی نیما یوشیج (علی اسفندیاری) قرار می‌گیرند. احسان ارتباط نزدیکی با نیما پیدا می‌کند. پس از خروج احسان طبری از ایران نیما شعری بر یاد او می‌سراید. آذر در ۸ خرداد سال ۱۳۶۷ یازده ماه قبل از مرگ احسان می‌میرد.

## زندگی سیاسی

### عضو ۵۳ نفر و زندان
در سنین جوانی به سبب آشنایی با تقی ارانی به مارکسیسم گروید. وی یکی از ۵۳ نفر بود که در سال ۱۳۱۶ در دوران رضاشاه به خاطر ارتباط با تقی ارانی دستگیر و زندانی گردید. پس از شهریور ۱۳۲۰ مانند دیگر زندانیان سیاسی دوره رضاشاه آزاد شد.

### حزب توده ایران
با توجه به استعداد ادبی طبری، در روزنامه‌های حزب مشغول به کار می‌شود. در سال ۱۳۲۲ در جریان انتخابات درون حزبی به عضویت کمیسیون تفتیش برگزیده می‌شود. در کنگره اول حزب ۱۳۲۳ به عنوان عضو کمیته مرکزی انتخاب می‌شود. مسئولیت تشکیلات مازندران، مدیریت روزنامه رهبر و دیگر نشریات حزب را پذیرا می‌شود (زیر نظر داود نوروزی). پس از شکست فرقه دموکرات و چرخش به راست دولت قوام، طبری همراه ایرج اسکندری از ایران خارج و پس از چند روز بازمی‌گردد.
او در تأسیس حزب توده ایران شرکت داشت. در سال ۱۳۲۵ در نخستین کنگره نویسندگان ایران در تهران شرکت کرد. در پس ترور نافرجام شاه در سال ۱۳۲۷ و اعلام غیرقانونی بودن حزب توده، در سال ۱۳۲۸ به اعدام محکوم شد، ناگزیر از ایران خارج شد و به شوروی گریخت و در آکادمی مسکو به تحصیل پرداخت و فارغ‌التحصیل گردید و به مقام استادی رسید. در این مدت وی در رادیو مسکو کار می‌کرد و سرانجام پس از نه سال فعالیت در این کشور به آلمان شرقی رفت و در شهر لایپزیک اقامت گزید. در برلین دوره آکادمی علوم اجتماعی را گذراندن و به دریافت مقام علمی «دکتر هابیل» در فلسفه دست یافت و سال‌ها در دانشگاه‌های آلمان به تدریس اشتغال داشت. وی به زبان‌های عربی و پهلوی و روسی و آلمانی و انگلیسی و فرانسوی و ترکی آذری و ترکی استانبولی تسلط داشت و تخصصش در زمینه تاریخ فلسفه و ادبیات بود. مقالات زیادی از او در نشریه مردم ارگان حزب توده ایران منتشر شد.

### حمایت از امتیاز نفت شمال و ارائه ایده موازنه منفی
در شهریور سال ۱۳۲۳ و در اوج سیاست‌های فرقه دمکرات آذربایجان و دخالت‌های ارتش سرخ که در آن زمان در ایران مستقر بود، شوروی، کافتارادزه را برای جلب نظر دولت ایران در زمینه «انعقاد قرارداد امتیاز نفت شمال ایران» فرستاد. حزب توده ایران تظاهراتی را در پشتیبانی از سیاست شوروی برگزار کرد. احسان طبری با نوشتن مقاله‌ای، مطرح کرد: «اگر دولت ایران برای شرکت نفت ایران و انگلیس در جنوب ایران امتیازی قائل است، به یقین درست خواهد بود که برای همسایه شمالی -شوروی- هم در شمال کشور چنین امتیازی را در نظر بگیرد و این کار، حفظ موازنه منفی است». این سیاست هم‌سازی و هم‌راهی با سیاست شوروی که نفی منافع و مصالح ملی ایران را هدف قرار داده بود، عده‌ای از کادرهای برجسته حزب توده از جمله اپریم اسحاق و خلیل ملکی را به عصیان واداشت و در نتیجه انشعاب اول حزب شکل گرفت. دفتر مرکزی حزب پس از استعفای اپریم اسحاق، در بیانیه‌ای او را «جاسوس انگلیس» معرفی کرد و احسان طبری، خلیل ملکی را «خائن و جاسوسی خواند که سرانجام به زباله‌دان تاریخ افتاد».

### ترور شاه و غیرقانونی شدن حزب توده
در اسفند سال ۱۳۲۷ به شاه سو قصد شد، پس از آن در اوائل سال ۱۳۲۸ حزب توده ایران منحل اعلام شد و اعضا و هوادارانش تحت تعقیب قرار گرفتند. او در سال ۱۳۲۸ بنا به تصمیم حزب ناگزیر از ایران خارج شد.

### صدور حکم اعدام غیابی
طبری در ۴ بهمن ۱۳۴۴ توسط دادگاه ارتش به همراه ۱۳ نفر از سران حزب توده که در دادگاه عادی شماره ۲ ارتش محاکمه شده‌اند این افراد عبات بودند از: فریدون کشاورز، رضا رادمنش، احسان طبری، علی امیرخیزی، ایرج اسکندری، عبدالصمد کامبخش، رضا روستا، آرادشس آوانسیان، غلامحسین فروتن، غلامعلی بابازاده، یوسف جمارانی، پطروس شمعه نی، محمود بقراطی و مریم فیروز. .
داستان ارتش در درخواست خود اتهام این افراد را تشکیل و اداره کردن و عضویت در دسته و جمعیتی که مرام و رویه آن اشتراکی و مخالف سلطنت مشروطه ایران است و همچنین توطئه به منظور به هم زدن اساس حکومت و تحریص مردم به مسلح شدن بر ضد قدرت سلطنت  اعلام کرده و برای آنان درخواست اشد مجازات یعنی اعدام کرد که در نهایت دادگاه برای تمامی افراد حکم اعدام صادر کرده و برای مریم فیروز حکم حبس دائم با اعمال شاقه اعلام کردید.

### بازگشت به ایران پس از انقلاب
در ۲۹ فروردین ۱۳۵۸ در پروازی همراه با دکتر جودت، رفعت محمدزاده و حمید صفری به تهران بر می‌گردد و در خانه فاطمه سلامت بخش مستقر می‌شوند. او می‌گوید "احساس من این بود که به سنگر تاریخی خویش برگشته‌ام. همسرش آذر همراه او می‌آید ولی سه فرزندش − کارن (پسر)، آذین و روشنک − در آلمان و ایتالیا مقیم می‌شوند.

### مناظره‌های تلویزیونی

مناظره تلویزیونی از راست: عبدالکریم سروش و مصباح یزدی در برابر احسان طبری و فرخ نگهدار در سال ۱۳۶۰

برای استقرار حکومت پس از انقلاب ۵۷ نخست لازم بود از فضای ملتهب آن سال‌ها برای محبوبیت زدایی از حزب توده بهره گرفته شود. مناظره‌های تلویزیونی میان رهبران حزب توده مانند احسان طبری و نورالدین کیانوری و ایدئولوگ‌های جمهوری اسلامی یکی از ابزارها برای تبدیل جنگ سیاسی به جدال میان کفر و ایمان بود.
روحانیان دریافته بودند که برای سرکوب سیاسی حزب توده باید نخست سویه الحادی آن را برجسته کنند. چندی بعد بازداشت سران و اعضای حزب توده آغاز شد.

### شکست رقیب با مناظره
«یک بار دیگر احسان طبری را دیدم و آن شبی از شب‌های ماه رمضان -سال۶۳- بود که وی را از زندان به خانه مرحوم محّمدتقی جعفری آوردند و مرا هم بدان مجلس فراخواندند. حال و روز خوشی نداشت و دهان و فک‌اش گویا شکسته یا کج شده بود. جعفری می‌خواست با وی محاجه کند، اما من مطلقاً خوش نداشتم که با اسیری در بحث شوم، و نشدم. یک‌بار که آقای جعفری سخنی در نقد شوروی گفت، احسان تکانی خورد و دفاعی غیورانه کرد.»
عبدالکریم سروش

از نظر روحانیان آنچه زنگ پایان حزب توده را به صدا درآورد اعترافات تلویزیونی و مکتوب احسان طبری بود. پس از تقی ارانی، احسان طبری، پیامبر ایدئولوژیک حزب توده قلمداد می‌شد که نوشته‌هایش را روحانیان درگیر با حزب توده با دقت می‌خواندند. روحانیت شیعه معتقد است شکست چهره او با ادعای «گرویدن به اسلام» و «باور به حقانیت حکومت جمهوری اسلامی»، ابهت چند دهه حزب توده ایران را فروریخت.

### دستگیری
با شروع سرکوبی حزب، در یورش دوم، او نیز دستگیر و در زندان اوین زندانی شد. پس از مدتی مانند بسیاری از دیگر رهبران حزب توده ایران در مصاحبه‌های تلویزیونی که دستگاه‌های اطلاعاتی جمهوری اسلامی ترتیب داده بودند، شرکت کرد و از کارها و عقاید گذشته خود ابراز ندامت و خود را نفی کرد.
طبری یکبار در سال ۱۳۵۹ به‌طور قانونی جهت معالجه به آلمان شرقی سفر می‌کند و در سال شصت با آنکه مجوز نخست‌وزیری برای خروج را داشته اجازه خروج به او داده نمی‌شود.
در جریان ضربه اول ۱۷ بهمن ۱۳۶۱ دستگیر نمی‌شود و با کمک یکی از افراد حزبی به محل امنی برده می‌شود. اما با احاطه اطلاعاتی سپاه پاسداران شش صبح ۷ اردیبهشت ۱۳۶۲ درخانه محمدعلی حسینخانی واقع در خیابان شریعتی به همراه همسرش دستگیر می‌شود. آذر بی‌نیاز همان روز آزاد می‌شود.

### بازجویی‌ها
در اولین بازجویی در ۱۰ اردیبهشت ۱۳۶۲ از نقشه کودتا پرسیده می‌شود. او کودتا را رد کرده از شنیدن آن اظهار «حیرت» می‌کند. از بازجو می‌پرسد «چگونه ممکن بود حزب ما که در گذشته و هم‌اکنون نقش عظیم جمهوری اسلامی را در مبارزه علیه امپریالیسم و اسرائیل و ارتجاع منطقه و خواست محکم استقلال طلبی امام را می‌داند، دست به چنین کاری بزند؟» او سپس «به همه مقدساتی که در نظر هر کدام از ما و همه ما محترم است» سوگند می‌خورد که در جلسات رهبری حزب توده چنین تصمیماتی نبوده است. سپس به «وضع» خود اعتراض کرده و سزاوار خود نمی‌داند. در پایان این جلسه او به درایت و عدالت در جمهوری اسلامی اظهار اطمینان می‌کند.
در جلسه بعدی در ۲۴ اردیبهشت ۱۳۶۲ سئوال‌ها در مورد وضعیت تشکیلات است. طبری تلاش می‌کند به سئوالات جواب دهد. او شعب و افراد مسئول حزبی را بنا به نامه‌ای که حزب به وزارت کشور (پس از پلنوم۱۷) اعلام داشته بود، برمی‌شمرد و هیچ صفت غیرقانونی‌ای برای کارهای حزب را نمی‌پذیرد و این فاصله و رسیدن کار به مرحله دستگیری را به علت سوء تفاهم زاینده‌ای می‌داند که «افراد زیرک و سیاستمداران» سعی در تداوم آن داشته‌اند. سؤال می‌شود که آیا حزب توده اشتباهاتی داشته است یا خیر؟ او نیز اشتباهاتی برمی‌شمرد، ولی سخنی از خیانت و جاسوسی درآن وجود ندارد.
بازجویی در ۱۵ و ۱۶ اردیبهشت نیز ادامه پیدا می‌کند و طبری بر مواضع حزب و علنی بودن این مواضع تأکید می‌کند. او در جایی اشاره می‌کند که این فاجعه ]یعنی دستگیری و انحلال حزب[ نه گناه پیروان اصیل خط امام و نه تقصیر حزب توده است بلکه مخالفان «ما» با ارعاب افکار «از لولوی کمونیسم» و «توطئه خزنده» این فاجعه را پیش بردند. او در پاسخ به درخواست برشمردن خیانت‌های حزب توده، خیانت را رد می‌کند و اشتباه را ممکن می‌داند.
حکم دادگاه در ۲۰ شهریور ۱۳۶۴ در شعبه اول دادگاه انقلاب اسلامی:
«نحوه برخوردهای متهم در دادگاه انقلاب اسلامی و کم گویی‌های او در مسایل مطروحه و اتهامات انتسابی و قرائن و شواهد حالیه و مقالیه این اطمینان را به وجود آورد که ادعای او مبنی بر توبه و بازگشت از راه و روش قبلی و همکاری با دادستانی تماماً عاری از حقیقت بوده و صرفاً برای فرار از تحمل کیفر و مجازات می‌باشد... لذا به استناد ماده ۲۰۲ قانون حدود و قصاص به اعدام او اظهارنظر می‌نماید.»

### اعترافات تلویزیونی
احسان طبری در اعترافاتی تلویزیونی که ماه‌ها پس از دستگیری او از تلویزیون نمایش داده‌شد، اعلام کرد که در اثر مطالعه کتاب‌های علامه طباطبایی و مرتضی مطهری به اسلام گرویده است.
در همین دوران کتابی به‌نام کژراهه به نام او منتشر شد. احسان طبری همچنین کتابی به نام «شناخت و سنجش مارکسیسم» را نوشت در صفحه اول آن با اشاره به نقش «بازجو» می‌نویسد: «اکنون با راهنمایی‌های بازجوی عزیزم! به دین اسلام گرویده‌ام.»

## مرگ

احسان طبری در زندان اوین.

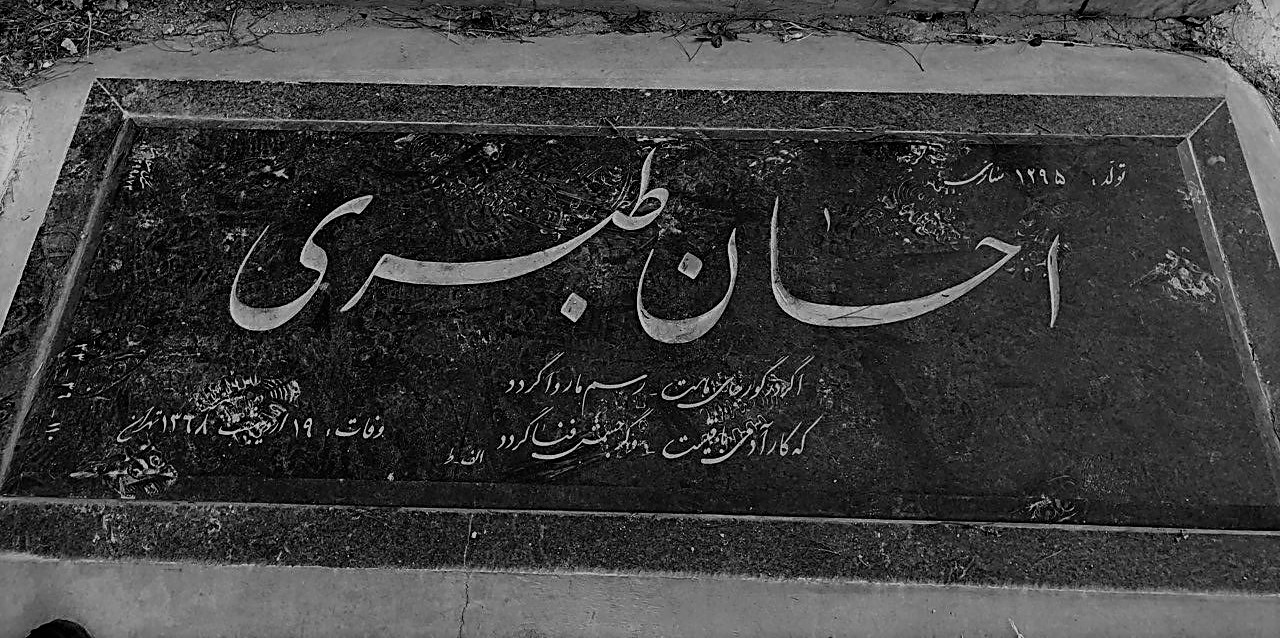
مزار احسان طبری در بهشت زهرای تهران.

احسان طبری، در تاریخ ۹ اردیبهشت ۱۳۶۸ بیرون از زندان و به مرگ طبیعی درگذشت.
در پی مرگ او هوشنگ ابتهاج شعر مثنوی مرثیه، بخشی از مثنوی بلند بانگ نی را سرود. با توجه به نکات مطرح شده در این شعر و فرجام تلخ احسان طبری می‌توان این شعر را مرثیه‌ای فراتر از یک سوگنامهٔ ساده برای مرگ یک دوست قلمداد کرد. این مثنوی مرثیه‌ای برای بر باد دادن یک عمر مبارزه و تلاش احسان طبری توسط مخالفانش است.

### مجموعهٔ شعر
- ترانه خوابگونه
- از میان ریگ‌ها و الماس‌ها
- با پچپچهٔ پاییز، نثر شاعرانه در چهارده بند

### نمایشنامه
- گئومات: درام منظوم تاریخی در چهار پرده

### رمان
- شکنجه و امید (۱۳۲۶)
- مجموعه‌ای از قطعات ادبی او و در دوزخ (۱۳۲۷)
- خدایان از بند رسته (با امضای طباطبا که ظاهراً از اوست، ۱۳۳۱)
- فرهاد چهارم (داستان، استکهلم، ۱۹۷۷=۱۳۵۶)
- خانوادهٔ برومند (داستان)
- چشمان قهرمان باز است (مجموعه داستان)
- پنجامه (مجموعه داستان)
- چهرهٔ خانه (داستان)
- دهه نخستین (داستان)
- راندهٔ ستم (داستان)

### ترجمه
- آنتی دورینگ

ترانه‌هایی گزین از پانزده شاعر شوروی
(گردآوری سیاووشان)

### کتاب‌های منسوب
آثار منسوبی که در دورهٔ شکنجه و زندان، نوشته شده‌اند:
- شناخت و سنجش مارکسیسم
- کژراهه
- مجموعه شعر «لابه»

## شمایل فرهنگی
طبری یکی از شخصیت‌های رمانِ کمی بهارِ شهرنوش پارسی‌پور است.